# Trinotoperla
Trinotoperla is een geslacht van steenvliegen uit de familie Gripopterygidae. De wetenschappelijke naam van het geslacht is voor het eerst geldig gepubliceerd in 1924 door Tillyard.

## Soorten
Trinotoperla omvat de volgende soorten:
- Trinotoperla comprimata Hynes, 1982
- Trinotoperla hardyi Perkins, 1958
- Trinotoperla inopinata Hynes, 1982
- Trinotoperla irrorata Tillyard, 1924
- Trinotoperla maior Theischinger, 1982
- Trinotoperla minima Theischinger, 1982
- Trinotoperla minor Kimmins, 1951
- Trinotoperla montana (Riek, 1962)
- Trinotoperla mouldsi Theischinger, 1982
- Trinotoperla nivata Kimmins, 1951
- Trinotoperla sinuosa Theischinger, 1982
- Trinotoperla tasmanica (McLellan, 1971)
- Trinotoperla woodwardi Perkins, 1958
- Trinotoperla yeoi Perkins, 1958
- Trinotoperla zwicki McLellan, 1971